# Kustîn, raionul Rivne, regiunea Rivne
Kustîn (în ucraineană Кустин) este localitatea de reședință a comunei Kustîn din raionul Rivne, regiunea Rivne, Ucraina.

## Demografie
Componența lingvistică a localității Kustîn
     Ucraineană (98,98%)
     Alte limbi (1,03%)
Conform recensământului din 2001, majoritatea populației localității Kustîn era vorbitoare de ucraineană (98,98%), existând în minoritate și vorbitori de alte limbi.